# Ravi Opi
Ravi Opi (nep. रवि ओपी) – gaun wikas samiti w środkowej części Nepalu w strefie Bagmati w dystrykcie Kavrepalanchok. Według nepalskiego spisu powszechnego z 2001 roku liczył on 780 gospodarstw domowych i 4411 mieszkańców (2281 kobiet i 2130 mężczyzn).